# Bernard Klotz
Bernard Klotz, né le 12 juillet 1926 à Marnay et mort le 28 décembre 2005 à Paris, est un officier général de marine français issu de l'aéronavale.

## Biographie
Il entre à l'École navale en 1945 puis participe à la guerre d'Indochine comme pilote de chasse de l'Aéronavale.
Il est abattu avec son Hellcat au-dessus de Dien Bien Phu et participe à la bataille de Diên Biên Phu. 
Blessé, il est fait prisonnier lors de la chute du camp retranché, et est évacué avec les autres prisonniers français. 
Capitaine de vaisseau en 1977, il commande le porte-avions Foch.
Contre-amiral en 1982, il succède au vice-amiral Montpellier et prend le commandement de l'aviation embarquée à bord des porte-avions Clemenceau et Foch. 
Il publie en 2005 Enfer au paradis qui raconte ses missions en Indochine. Il reçoit le  prix littéraire de l’Association des anciens élèves de l’École navale.